# 缪荃孙

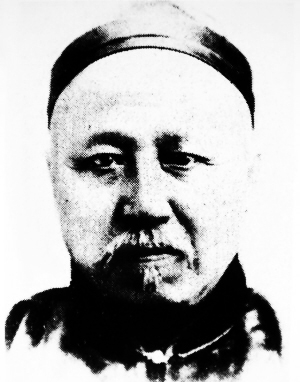
缪荃孙

缪荃孙（1844年9月20日—1919年12月22日），字炎之，一字筱珊，亦作小山、筱山，晚号艺风，江苏江阴人，中国近代教育家、目录学家、史学家、方志学家、金石学家，中国近代图书馆事业的奠基人，是現在的中國国家图书馆和南京图书馆的創始人和第一任馆长，中国近代教育事业的先驱者。

## 生平

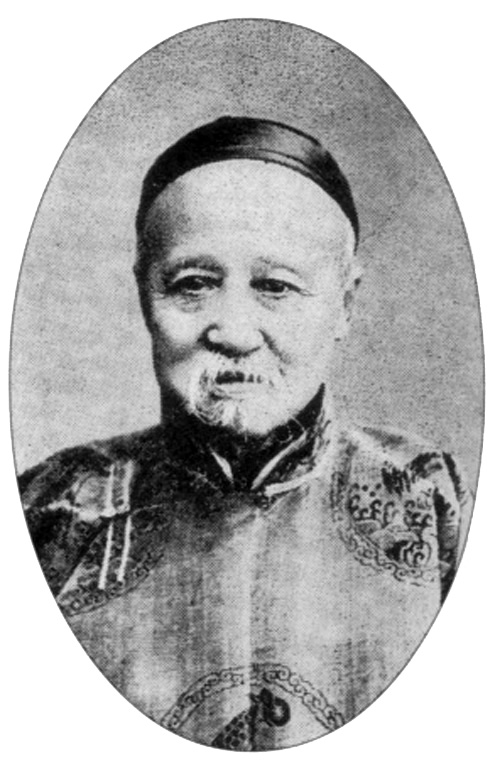

缪荃孙是江苏江阴申港镇缪家村人，道光二十四年（1844年）9月20日生，出身於官宦之家。其祖父缪庭槐曾任平凉知府，父亲缪焕章考上举人但没有得官，后进入四川张国梁幕府，1863年因贵阳教案被革职，永不叙用。
他幼承家学，11岁修毕五经。17岁时太平军进江阴，侍继母避兵淮安，丽正书院肄业，习文字学、训诂学和音韵学。21岁举家迁居成都，习文史，考订文字。24岁应四川乡试中举人。光緒二年（1876年）33岁时殿试中进士，选庶吉士，散馆授翰林院编修。因與翰林院掌院徐桐不合，後來辭職。此后事编撰校勘十余年。
1888年任南菁书院山长。1891年掌泺源书院。1894年任南京钟山书院山长，兼掌常州龙城书院。1901年任江楚编译局总纂。1902年，钟山书院改为江南高等学堂，任学堂监督。癸卯学制实施后，废古江宁府学，两江总督府拟在江宁“先办一大师范学堂，以为学务全局之纲领”，1902年5月出任学堂总稽查，负责筹建三江师范学堂，并与徐乃昌、柳詒等七教席赴东洋考察学务，学堂遂仿日本东京大学，在南京国子监旧址筑校，以后更名两江师范。
1906年得悉藏书家丁丙去世，他的“八千卷楼”藏书，被卖给日本的“静嘉堂文库”，缪荃荪以七万多元将书籍買下，运到南京。1907年受聘筹建江南图书馆（今南京图书馆），出任总办。1909年受聘创办北京京师图书馆（今中国国家图书馆），任正监督。1914年任清史总纂。
1919年12月22日在上海寓所逝世，一年后其藏书基本卖光，金石藏品则由儿子缪禄保转移到北京，后大多收入北京大学图书馆。

## 著作
一生历16省，著书200卷。编校、刻书甚多。

### 艺风堂系列
- 《艺风堂文集》
- 《艺风堂藏书记》
- 《艺风堂读书记》
- 《艺风堂续记》

### 纂辑
- 《书目答问》（代张之洞编纂，后由范希曾补《书目答问补正》）
- 《续修四库全书提要》
- 《清学部图书馆善本书目》
- 《清学部图书馆方志目》
- 《续国朝碑传集》
- 《碑传集补遗》
- 《艺风堂金石目》
- 《常州词录》
- 《南北朝名臣年表》
- 《近代文学大纲》

### 方志
- 《顺天府志》
- 《湖北通志》
- 《江苏通志》
- 《江阴县续志》

### 编刊
- 《云自在龛丛书》
- 《藕香零拾》
- 《烟画东堂小品》
- 《对雨楼丛书》

### 代撰
- 《聚学轩丛书》（刘世珩）
- 《常州往哲遗书》（盛宣怀）
- 《善本书室藏书志》
- 《适园藏书记》
- 《积学斋藏书记》
- 《嘉业堂藏书志》